# Spergularia nesophila
Spergularia nesophila är en nejlikväxtart som beskrevs av L.G.Adams. Spergularia nesophila ingår i släktet rödnarvar, och familjen nejlikväxter. Inga underarter finns listade i Catalogue of Life.